# 采德利茨
采德利茨（德語：Zedlitz）是德国图林根州的市镇，隶属于格赖茨县。总面积为13.08平方千米，截至2023年12月31日总人口为711人。